# Chicken (Alasca)
Chicken é uma Região censo-designada localizada no estado americano de Alasca, no Southeast Fairbanks Census Area.

## Demografia
Segundo o censo americano de 2000, a sua população era de 17 habitantes.

## Geografia
De acordo com o United States Census Bureau, a localidade tem uma área de 298,9 km², sem área coberta por água.

## Localidades na vizinhança
O diagrama seguinte representa as localidades num raio de 104 km ao redor de Chicken.